# Kid Lucky (série télévisée d'animation)
Pour la série de bandes dessinées, voir Kid Lucky.
Les Dalton (série télévisée d'animation)
Kid Lucky est une série d'animation française en 52 épisodes de 12 minutes, réalisée par Olivier Brugnoli et diffusée à partir du 21 décembre 2020 sur M6 dans l'émission M6 Kid. En Italie, l'intégralité de la série est rendue disponible en avant-première sur le service RaiPlay le 19.
La série est un préquel des aventures du personnage de Lucky Luke. Elle adapte la série de bande dessinée homonyme d'Achdé.

## Synopsis
Entouré de sa bande d'amis, il tente chaque jour une nouvelle aventure pour se rapprocher de son but : attraper un cheval pour le monter, partir sur les traces du grizlli, dormir à la belle étoile, défier Billy bad au lance-pierre... Il faut dire que Kid est particulièrement doué pour le tir et assez chanceux en général. Mais on ne fait pas ce que l'on veut quand on est un enfant, même dans le Far West et Kid Lucky et ses amis sont souvent rattrapés par les obligations de la vie quotidienne et par quelques adultes qui veillent sur eux.
Entre corvées quotidiennes, école et brossage de dents, pas facile de vivre pleinement sa vie de cow-boy même si Kid est extrêmement créatif pour échapper aux contraintes ou pour se sortir d'un mauvais pas.

## Fiche technique
- Titre : Kid Lucky
- Réalisation : Olivier Brugnoli
- Musique : Ben Violet et Émilie Gassin
- Direction d'écriture : Vanessa Grünberg
- Production : Maïa Tubiana, Caroline Duvochel, Raphaële Ingberg et Léon Perahia
- Production exécutive : Zoé Ausseur
- Bible littéraire : Chloé Sastre et Romain Gadiou
- Bible graphique : Benjamin Lagard
- Scénaristes principaux : Nicolas Robin, Hervé Benedetti, Julien Fournet, Chloé Sastre, Romain Gadiou
- Société de production : Dargaud Média, Belvision et Ellipsanime
- SOFICA : Cofimage 30
- Pays d'origine :  France
- Langue originale : français
- Format : couleur - HDTV - 16/9 - son stéréo
- Genre : série d'animation
- Nombre d'épisodes : 52
- Durée : 12 minutes
- Date de première diffusion :
  - Italie : 19 mai 2019
  - France : 21 décembre 2020

## Distribution
- Emmylou Homs : Kid
- Benjamin Bollen : Billy / Old Timer
- Fanny Bloc
- Nathalie Homs
- Adeline Chetail
- Kelly Marot
- Jérôme Pauwels
- Magali Rosenzweig : Dopey / Mme Molson
- Marie Chevalot : Miss Brown

Direction artistique : Martial Le Minoux,.

## Épisodes
La série compte 52 épisodes de 12 minutes :
1. Règlement de comptes à Nothing Gulch ;
2. Le trésor de Calamity Jane ;
3. Une question d'honneur ;
4. Sam tracasse ;
5. Poisse à Nothing Gulch ;
6. Le lac des poules ;
7. Qui veut la peau de Jolly Jumper ? ;
8. Terminus pour Nothing Gulch ;
9. Grandeur nature ;
10. Classe verte ;
11. La loi c'est la loi ;
12. Le bison assoiffé ;
13. Le ragout de la liberté ;
14. Le fantôme du saloon ;
15. Diligence tous risques ;
16. Faites comme chez vous ;
17. Travail d'équipe ;
18. Journée Apache ;
19. Gare au grizzli ;
20. Le bon numéro ;
21. Le tireur d'élite ;
22. Coup de stress à Nothing Glutch ;
23. Complètement à l'ouest ;
24. Les mères aux trousses ;
25. La fièvre jaune ;
26. Le gentleman de Nothing Gulch ;
27. Coups de dés à Chihuahua Hil ;
28. Promenons-nous dans les bois ;
29. Scoop ;
30. Les plumes de la discorde ;
31. La rançon de la gloire ;
32. Vive l'ouest ;
33. Le goût de la fête ;
34. Jolly ;
35. Tu veux ma photo (de classe) ? ;
36. Pris au piège ;
37. Pas d'image pour les coyotes ;
38. Pour une farce de trop ;
39. Cactus Jack ;
40. Première séance à Nothing Gulch ;
41. Une fleur de cactus ;
42. La photo du siècle ;
43. Rolling Texas ;
44. Le duel de trop ;
45. Rodéo à vélo ;
46. L'étoile disparue ;
47. Les tatas brailleuses ;
48. À toute vapeur ;
49. Dix ans, déjà ! ;
50. Jimbo à la Une ;
51. Mission secrète ;
52. Des vacances ou presque...